# Ducurai
Ducurai (Dukurai) ist ein osttimoresischer Suco im Verwaltungsamt Letefoho (Gemeinde Ermera).

## Geographie

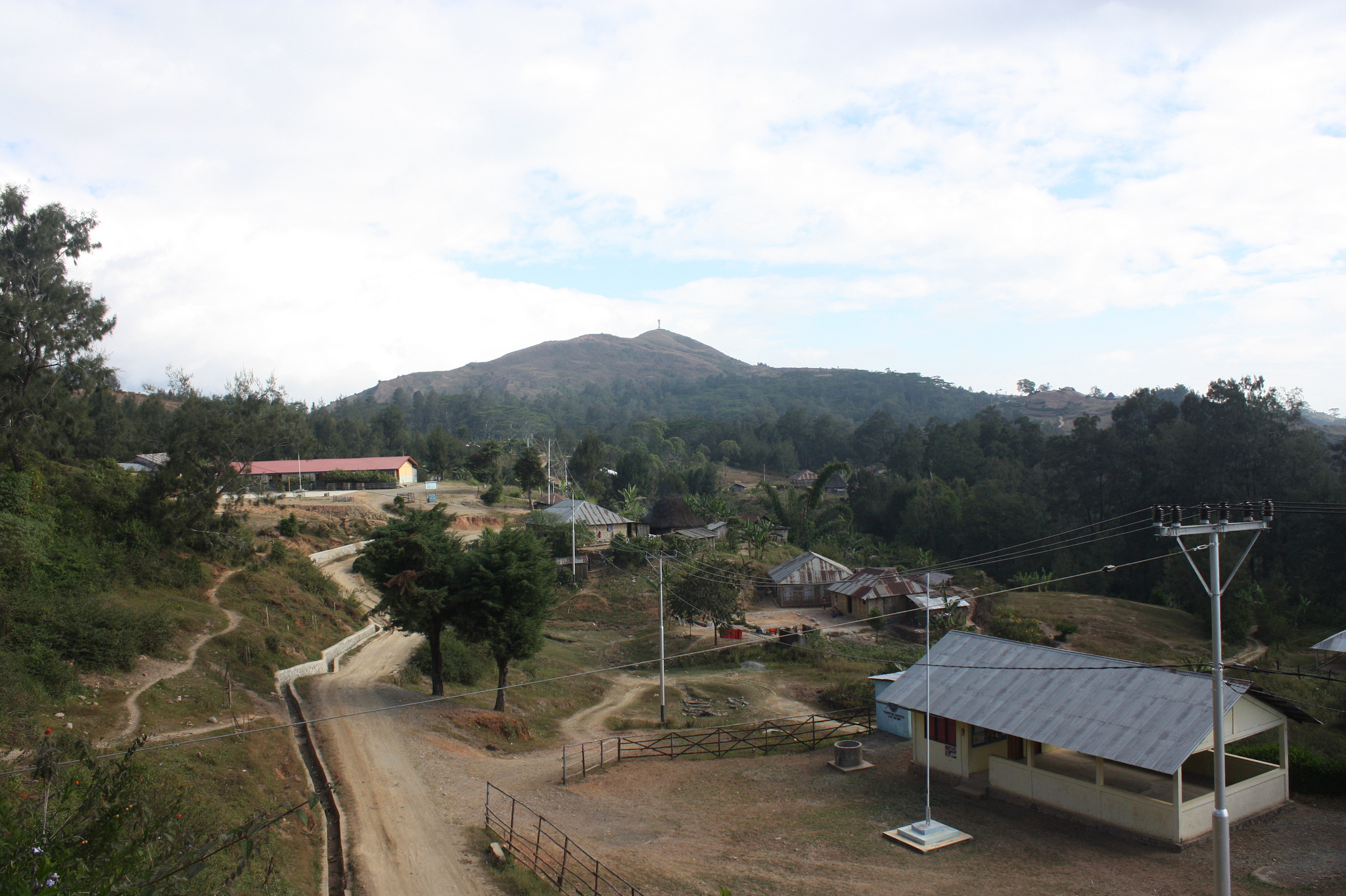
Beim Sitz des Sucos in Sabelo

Der Suco Ducurai liegt im Zentrum des Verwaltungsamtes Letefoho. Im Norden grenzt er an die Sucos Eraulo und Goulolo, im Westen an den Suco Haupu, im Süden an den Suco Catrai Caraic und im Osten an den Suco Assui-Lauque. Mit Assui-Lauque wurde erst am 1. Oktober 2023 der gesamte Osten und damit etwa die Hälfte der bisherigen Fläche von 10,48 km² von Ducurai als eigener Suco abgetrennt. Vor der Gebietsreform 2015 hatte Ducurai eine Fläche von 29,72 km².
Die Grenze zu Catrai Caraic bildet der Fluss Ladibau. In ihn mündet der aus Assui-Lauque kommende Pusulu, der mit dem Tehate einen Zufluss aus Ducurai hat. Die Flüsse gehören zum System des Lóis. Zum Suco Ducurai gehören die acht Aldeias Laclo, Lebudu (Leobudu), Lebululi, Manusae, Raerema, Renomata (Remunata, Renumata), Rotutu und Sabelo (Sabelu).
Der Ort Rotutu liegt im Westen des Sucos. In der Aldeia Sabelo befinden sich die Dörfer Saheun und Maukukama, weiter nordöstlich die Orte Manusae und Laclo in den gleichnamigen Aldeia. Südlich liegt in Laclo noch das Dorf Leobessi. Weit ausgedehnt ist im Nordosten das Dorf Lebululi. Im Osten befinden sich die Dörfer Lebudu und Leguduria und im Süden die Dörfer Renomata, Kadorema und Raerema.
Die Verwaltungsamtshauptstadt Letefoho liegt knapp außerhalb Ducurais im Suco Haupu. Zu ihr führen Überlandstraßen aus Gleno im Norden und Atsabe im Süden. Durch den Norden Ducurais führt eine Straße in Richtung Ainaro. Der Sitz des Sucos befindet sich im Norden der Aldeia Sabelo bei der Kirche. Im Süden der Aldeia Rotutu steht der Cristo Rei von Letefoho, eine überdimensionale Jesusstatue  (08° 50′ 23,5″ S, 125° 26′ 42,9″ O). Grundschulen stehen in Lebudu und Lebululi.

## Einwohner

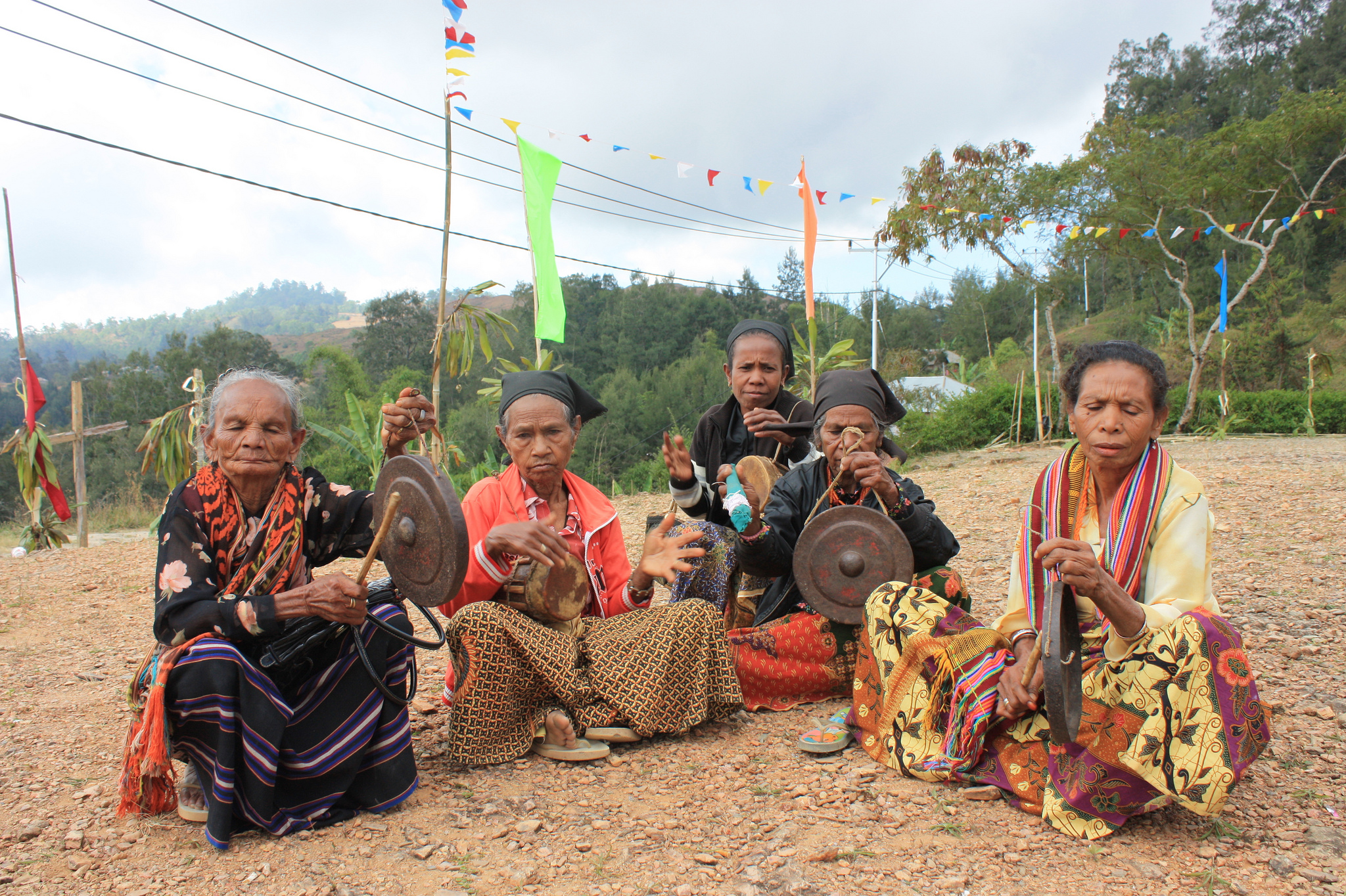
Musizierende Einwohner von Ducurai

2015 lebten in den heute zu Ducurai gehörenden Aldeias 2.180 Einwohner. In dem damals zu Ducurai gehörenden Gebiet gaben 2010 über 88 % der Einwohner Mambai als ihre Muttersprache an. Über 12 % sprachen Tetum Prasa, Minderheiten Kemak oder Rahesuk.

## Politik

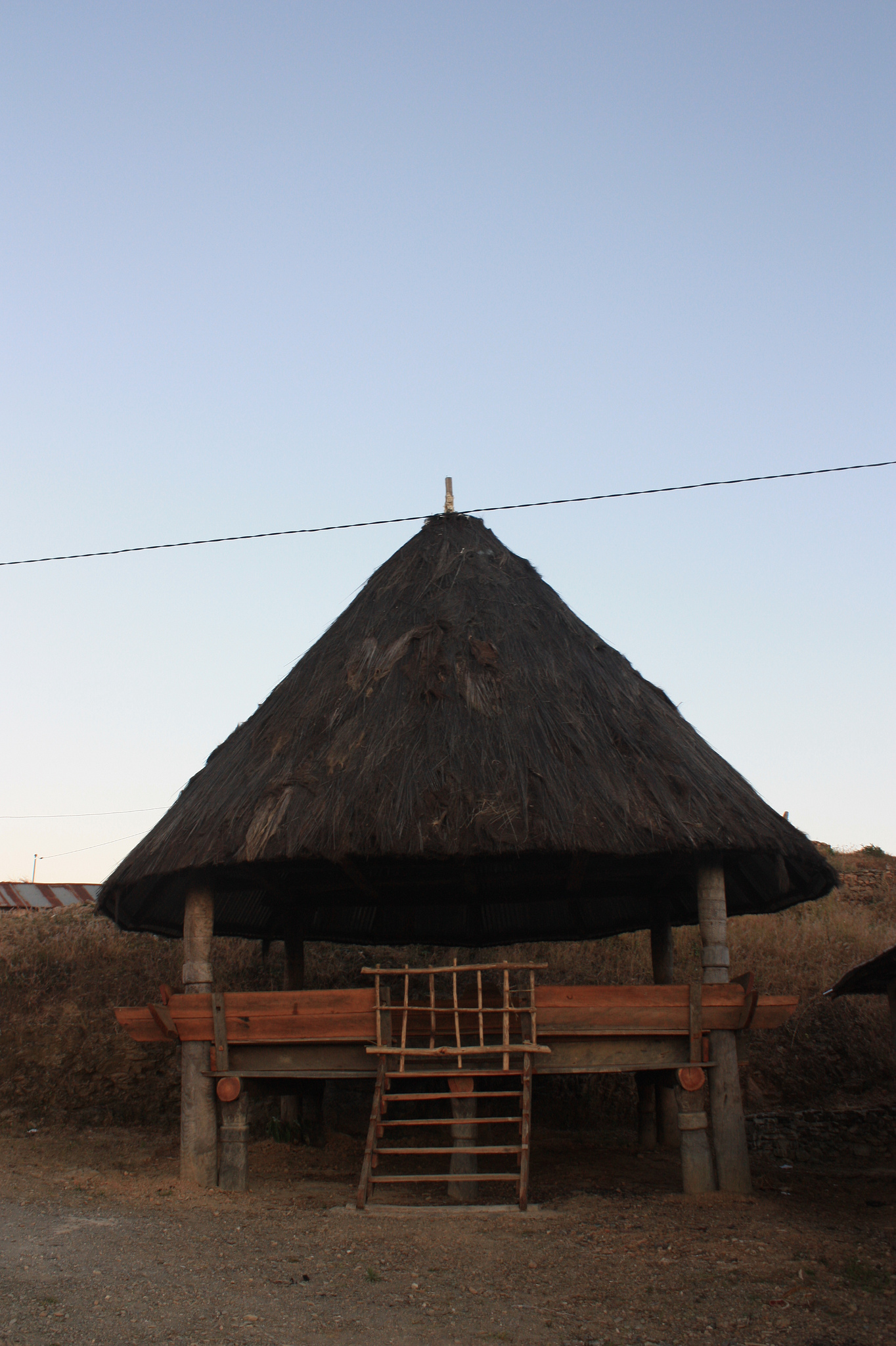
Ducurai

Bei den Wahlen von 2004/2005 wurde Rui Alberto Soares zum Chefe de Suco gewählt und 2009 in seinem Amt bestätigt. Bei den Wahlen 2016 gewann Adolmando da Costa R. Exposto.